# Coaldale
- Para a cidade homónima, no estado do Nevada, consulte: Coaldale

Coaldale é um município canadense localizado na província de Alberta ao leste da cidade de Lethbridge. Sua população, em 2005, era de 6.104 habitantes.